# تیاگو آلویس (تنیس‌باز)
تیاگو آلویس (پرتغالی: Thiago Alves؛ زاده ۲۲ مهٔ ۱۹۸۲) یک تنیس‌باز اهل برزیل است.